# Culex christiani
Culex christiani är en tvåvingeart som beskrevs av Donald Henry Colless 1960. Culex christiani ingår i släktet Culex och familjen stickmyggor. Inga underarter finns listade i Catalogue of Life.